# ジムシ

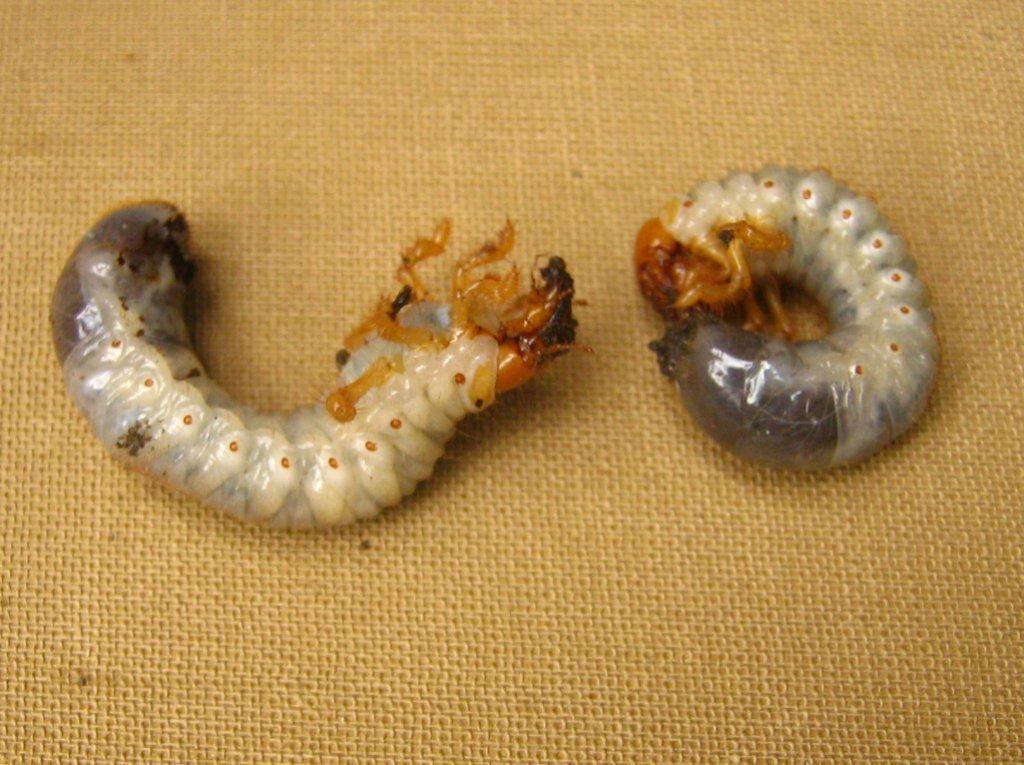
ヨーロッパコフキコガネ Melolontha melolontha の幼虫

ジムシ（地虫）とは、昆虫の幼虫の類型のひとつであり、コガネムシの幼虫などを指す。丸まった不活発な虫である。甲虫類の幼虫に多い。

## 概要
昆虫の幼虫には特に別の名を持つ例がいくつもあるが（幼虫の項を参照）、ジムシもそのひとつである。近年は使われる例が比較的少なくなっている。意味としては地虫であり、土の中にいることからその名がある。
コガネムシの幼虫は土の中に住んでいるが、さほど活発に移動するものではない。普通は体をCの字型に曲げている。頭部が頑丈ではっきりした顎が有り、触角や眼は退化的。胸部と腹部は連続しており、白くて柔らかい。背面は丸まり、腹面はほぼ平らになっている。付属肢は胸部に短いものが三対があるだけで、腹部には何もない。
移動の際は、体をやや伸ばし、胸部の付属肢で体を引きずるようにして進む。しかし後ろ半身は十分に伸ばせない例が多い。

## 様々な例
コガネムシやカブトムシの幼虫はいずれも上記のような形である。クワガタムシの幼虫は、より体が曲がり込んでいるほかは、ほぼ同じである。同じコガネムシ類でもやや異なるのがハナムグリ類で、概形はほぼ同じだが、付属肢は短い。平らな場所に出すと体を真っすぐに伸ばし、背中を下にして体を波打たせるようにして移動する。しかしつつくとCの字型に丸まる。

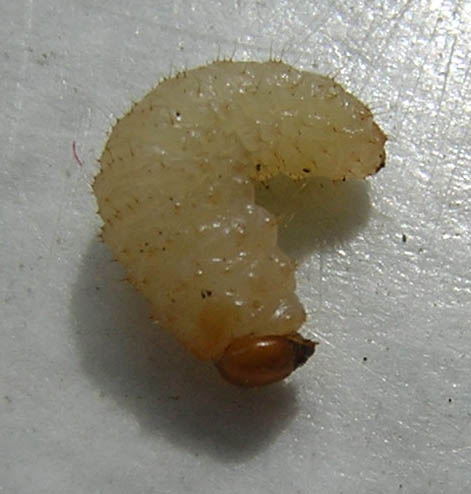
ゾウムシ類の幼虫。体が太く脚がない

このほか、ゾウムシ類では、胸部の付属肢のないジムシ型が見られる。いずれにせよ、これらは穴に潜って生活するもので、積極的に穴を掘り進むよりも、あまり動き回らずに自分の周囲の腐植質や植物組織等を食べて暮らすような不活発な生活様式に対応した体制といえる。